# Oued El Aneb
Oued El Aneb (وادي العنب) (ⵡⴻⴷ ⵍⵄⴻⵏⴱ) è un comune dell'Algeria, situato nella provincia di Annaba.
Situato nel wilaye d'Annaba a 36 ° 53 '00 "n, 7 ° 29' 00" e sul Mar Mediterraneo tra le città di Chetaïbi e Annaba. La frazione della città è 21088.